# عبير نعمة

## السيرة
يُطلق على عبير نعمة لقب "المتخصصة في جميع الأساليب" بسبب موهبتها في أداء الحوارات بين أنماط الموسيقى المختلفة، مثل الأساليب التقليدية الشرقية، والأساليب اللبنانية، والأسلوب العرقي الآشوري، والأسلوب الديني اليوناني البيزنطي، والأوبرا والحداثة. الأنماط الغربية.
عبير هي عازفة قانون، وهي آلة شرقية تقليدية، حصلت على درجة البكالوريوس بأعلى درجة في الغناء الشرقي من جامعة الروح القدس - الكسليك في الكسليك. كانت تلميذة عايدة شلهوب، مديرة برنامج الموسيقى الشرقية في جامعة الكسليك.
باعتبارها محترفة في الموسيقى العرقية القديمة، ترجمت عبير ألبوماً كاملاً من الأناشيد التقليدية باللغة السريانية الأرثوذكسية مع الأوركسترا الفلهارمونية الوطنية السورية تحت رعاية بطريرك أنطاكية السريانية إغناطيوس زكا الأول. وباعتبارها مغنية شرقية حديثة، لعبت دورًا رائدًا في العديد من المسرحيات الموسيقية. وحلّت ضيفة شرف في المهرجانات الدولية في جميع أنحاء العالم، وغنت عازفةً منفردة في العديد من الحفلات برفقة فرق الأوركسترا الفيلهارمونية العالمية المختلفة.
عام 2009، انضمت إلى جان ماري رياشي في ألبوم "بالعكس". وأدّت أغنية "بالعكس" دويتو مع رامي عياش وهي ترتيب جاز شرقي لأغنية "Quizás، Quizás، Quizás" باللهجة اللبنانية. أشهر أغنياتها "بصراحة "، "بلا ما نحس " ، "وينك " وغيرها .

## أعمالها
- قدمت موسمين من وثائقي موسيقى الشعوب ethnopholia على قناة الميادين وعرضت فيه أصول ونشأة الموسيقى من جميع البلدان التي زارتها والتقاليد والفنون الموجودة وارتباطها الوثيق مع موسيقى الشعوب .
- قامت ببطولة عرض "أبيض وأسود"' أضخم عمل مسرحي غنائي تم تقديمه بأحدث التقنيات الموجودة في العالم في مركز الشيخ جابر الأحمد الثقافي في الكويت.
- اختارتها هيئة الثقافة والسياحة في أبوظبي لتأليف وإعداد موسيقى جائزة  الشيخ زايد للكتاب.
- قامت بإعداد وغناء موسيقى عمل المتنبي مسافرا أبداً وفيه قدمت مجموعة قصائد مغناة للشاعر المتنبي برعاية هيئة ابوظبي للثقافة و السياحة و رافقتها الأوركيسترا الفيلهارمونية البلغارية .
- أول فنانة عربية في الشرق الأوسط توقع عقد إنتاج مع الشركة العالمية  Universal Music Mena.
- حائزة على جائزة ال murex d'or ثلاث مرات .
- شاركت كعضو في لجنة تحكيم مهرجان بابل للأفلام في سردينيا .

## وصلات خارجية
- عبير نعمة على موقع IMDb (الإنجليزية)
- عبير نعمة على موقع قاعدة بيانات الأفلام العربية
- عبير نعمة على موقع ميوزك برينز (الإنجليزية)
- عبير نعمة على موقع أول ميوزيك (الإنجليزية)
- عبير نعمة على موقع ديسكوغز (الإنجليزية)